# 丸美甘
丸美甘（まるみかん）は、日本の漫画家。

## 来歴
「テイルズ オブ ジ アビス コミックアンソロジーEX」第1集（2006年、スクウェア・エニックス）などのアンソロジーや、雑誌で活躍後、2008年に4コマ漫画『生徒会の花ドロップ』で第4回一迅社コミック大賞・ぱれっと部門に入選している。　
『ガンガンONLINE』（スクウェア・エニックス）にて、4コマ漫画『生徒会のヲタのしみ。』を連載。同作は『ガンガンONLINE』開設当初からの連載作品である。
2021年10月17日より『ガンガンONLINE』のアプリ版にて、アカペラ合唱部を舞台とした『いろどり高校合唱部より』の連載を開始。2023年9月より、同サイトアプリ版にて『クールな女神様と一緒に住んだら、甘やかしすぎてポンコツにしてしまった件について』の連載を開始。

## 作品リスト

### 連載
- 生徒会のヲタのしみ。（『ガンガンONLINE』2008年10月2日 - 2012年6月21日、全5巻）
- 渡る世間はバカばかり（『月刊ガンガンJOKER』2013年5月号[5] - 2014年2月号、全2巻）
- クラスメートは全員メガネ?（『ガンガンONLINE』2015年8月20日 - 2016年9月15日、全3巻）
- 女が苦手なヤンキーと少女の話（Twitterの個人アカウントで発表[6] 2018年9月21日[7] - 2020年2月28日[8]（『ガンガンONLINE』にも2019年8月15日から掲載[6]）、全3巻）
- いろどり高校合唱部より（『ガンガンONLINE アプリ版』2021年10月17日[3] - 2022年11月20日、全3巻）
- クールな女神様と一緒に住んだら、甘やかしすぎてポンコツにしてしまった件について（原作：軽井広、キャラクター原案：黒兎ゆう、『ガンガンONLINE アプリ版』2023年9月18日[4] - 、既刊3巻）

### 読み切り・シリーズ連載
- 一夜のちょこっとラブ（『テイルズ オブ ジ アビス コミックアンソロジーEX』第1集）
- ぷちだめ シュガー＆スパイス（『ガンガンパワード』No.7、No.8）
- うそあま組（『ガンガンパワード』No.10）
- 生徒会の花ドロップ（『コミック百合姫S』Vol.9 2009 SUMMER[1]） - 『百合姫Selection 3』収録
- 中学二年生アリス（『月刊少年ガンガン』[要出典]） - 『コミックアンソロジー極 不思議の国のアリス Alice in wonderland』収録[9]
- 勉くん家に勉強が来た!（『ガンガンONLINE』2014年11月13日[10] - 11月27日[11]、全3話）

### その他
- GXカレンダーガール（『月刊サンデーGX』2024年9月号[12]） - イラスト[13]。